# Teodorico Ranieri
Teodorico Ranieri (zm. 7 grudnia 1306) − włoski kardynał.

## Życiorys
Pochodził z Orvieto. Ok. 1275 został przeorem miejscowego klasztoru św. Andrzeja, a następnie audytorem Roty Rzymskiej i kolektorem danin papieskich w Niemczech za pontyfikatu Marcina IV. 20 września 1295 wybrano go arcybiskupem Pizy. Sprawował tę funkcję do 4 grudnia 1298, kiedy papież Bonifacy VIII mianował go kardynałem prezbiterem Santa Croce in Gerusalemme. Kamerling Świętego Kościoła Rzymskiego co najmniej od lutego 1296 do 1299. 13 czerwca 1299 został promowany do rangi biskupa diecezji suburbikarnej Palestrina (Città Papale). Uczestniczył w konklawe 1303 i Konklawe 1304–1305. Z własnych funduszy odbudował swoją stolicę diecezjalną Palestrina, która uległa zniszczeniu w wyniku walk pomiędzy wojskami papieskimi a rodem Colonna w 1298. Zmarł we Francji.